# Medalla Chern
La Medalla Chern es un premio internacional de matemáticas, otorgado durante el Congreso Internacional de Matemáticos (IMC) que se celebra cada cuatro años, en reconocimiento a los logros destacados de toda una vida dedicada al estudio de las matemáticas en su más alto nivel. 
Nombrado en honor al matemático chino Shiing-Shen Chern, el reconocimiento es otorgado en conjunto por la Unión Matemática Internacional (IMU) y la Fundación Medalla Chern (CMF) durante la ceremonia de apertura, en la misma manera la Medalla Fields, el Premio Nevanlinna y el Premio Gauss. El primero fue otorgado en el 2010 en Hyderabad
El premio consiste en una medalla decorada con la figura de Chern, una recompensa en efectivo de  $250,000 (USD) y además la opción de redirigir $250,000 en donaciones de caridad hacia una o más organizaciones que apoyen la investigación, educación o divulgación en matemáticas.

## Laureados
- 2018 Masaki Kashiwara – por sus destacadas y fundamentales contribuciones al análisis algebraico y la teoría de la representación sostenidas durante un período de casi 50 años.[2]
- 2014 Phillip Griffiths – por su innovador y transformador desarrollo de métodos trascendentales en geometría compleja, particularmente su trabajo fundamental en la teoría de Hodge y períodos de variedades algebraicas.[3]
- 2010 Louis Nirenberg – "por su rol en la formulación de la teoría moderna de las ecuaciones diferenciales parciales elípticas no lineales y su tutoría a numerosos estudiantes y postdoctorados en esta área".[4]